# Christian Emil Krag-Juel-Vind-Frijs
Christian Emil Krag-Juel-Vind-Frijs (8 de Dezembro de 1817 - 12 de Outubro de 1896) foi um político da Dinamarca. Ocupou o cargo de primeiro-ministro da Dinamarca.